# ۱۲۹۰ (خورشیدی)
۱۲۹۰ هزار و دویست و نودمین سال هجری خورشیدی سالی عادی است.

## رویدادها
- ۱ فروردین - به دلیل باقی ماندن قوای بیگانه در خاک ایران، مردم از برگزاری مراسم جشن نوروز خودداری کردند. به دعوت علما روز اول فروردین عزای ملی اعلام شده بود.
- ۸ مرداد - مجلس شورای ملی برای کسی که محمدعلی شاه مخلوع را دستگیر یا سرش را بیاورد، ۱۰۰ هزار تومان جایزه تعیین کرد.
- ۲۰ اسفند - انتشار روزنامه بخارای شریف نخستین روزنامهٔ فارسی آسیای میانه در بخارا.

## زادروزها
- ۱۰ اردیبهشت - غلامحسین بنان، خواننده (درگذشت ۱۳۶۴)
- ۱۶ اردیبهشت - ذبیح‌الله صفا، استاد ادبیات فارسی (درگذشت ۱۳۷۸)
- ۱۲ مرداد، سرلشکر حسن پاکروان، از نظامیان ایرانی پیش از انقلاب و رئیس سازمان ساواک (درگذشت ۱۳۵۸)
- ۲۲ بهمن - ارتشبد غلامرضا ازهاری، از فرماندهان ارتش شاهنشاهی ایران قبل از انقلاب بود.
- لرتا، بازیگر تئاتر و سینما (درگذشت ۱۳۷۷)
- بدری تیمورتاش، اولین زن پزشک ایرانی (درگذشت ۱۳۷۴)
- عبدالعلی وزیری، خوانندهٔ موسیقی سنتی ایران (درگذشت ۱۳۶۸)
- سپهبد محمدتقی مجیدی، از سیاستمداران دورهٔ پهلوی دوم (درگذشت ۱۳۵۸)
- حسین مکی، روزنامه‌نگار و سیاستمدار ایرانی (درگذشت ۱۳۷۸)
- مهدی برکشلی، موسیقیدان
- طیب حاج رضایی، فرزند حسینعلی حاج رضایی از عیاران بنام تهران
- منوچهر تیمورتاش، نماینده مجلس شورای ملی و فرزند عبدالحسین تیمورتاش (درگذشت ۱۳۶۹)
- علی‌اصغر گرمسیری، هنرپیشه تئاتر و سینمای ایران (درگذشت  ۱۳۷۹)

## درگذشت‌ها
- ثقةالاسلام تبریزی: از روحانیون و مشروطه خواهان ایرانی.